# Кнехтова, Катарина
Катарина Кнехтова (словац. Katarína Knechtová, р. 14 марта 1981 в Прешове) — словацкая певица, клавишник, гитаристка, композитор и песенник. Более всего известна своими выступлениями в составе группы Peha. До 1997 года также была вокалисткой в группе IMT Smile.

## Биография
Окончила школу имени Джона Адама Рэйманна в Прешове, семь лет училась игре по классу фортепиано в музыкальной школе, игре на гитаре училась самостоятельно. Впервые попробовала петь, выступив с местной группой Prešovčatá. По окончании средней школы один семестр изучала философию.
Не замужем, есть младшая сестра по имени Вероника.

## Карьера
На музыкальной сцене дебютировала в 1996 году, в группе IMT Smile с лидером Иваном Таслером. После распада коллектива в 1997 году, вместе с прежним коллегой барабанщиком Мартином Мигашом вошла в состав Peha. Здесь она работала также с клавишником Дьюро Ондко, бас-гитаристом Мареком Белански и гитаристом Каролем Сиваком, пришедшим из группы 67-й Гарлем.
В 1999 году вместе с группой Peha получила оценку «новичок года». В 2001 году завоевала премию Aurel в номинации «лучшей певице». За успешную музыкальную деятельность на словацкой сцене в 2005 году снова была премирована статуэткой премии Aurel в номинации «лучшей певице». В 2007 году по опросу OTO была признана лучшей певицей 2006 года. Тексты её песен тогда писал Владо Краус.
В 2008 году она прекратила свою деятельность в группе Peha и начала сольную карьеру. Свои песни она исполняет с коллективом, состоящим из Виктора Шпака (гитара), Томи Окреса (бас-гитара), Питера Липа младшего (клавишные) и Лацо Ковача (ударные).

## Работы
Хотя она является автором текстом множества песен, но как сама признаёт, — основным автором текстов её песен является Владо Краус.
1 декабря 2008 года выпустила свой дебютный сольный альбом «Зодиак», ставший платиновым, его было продано свыше 13 000 экземпляров. Альбому предшествовал промосингл «Vo svetle žiariacich hviezd» («В свете ярких звёзд»), вышедший в ротацию на радиостанциях 21 ноября 2008 года и 12 недель державшийся на первом месте в чартах. С этого альбома вышли три сингла: «V tichu», «V krajine zázrakov» и «Všetko inak vyzerá». Также певица записала три песни, две из которых ещё до выхода дебютного альбома («Do batôžka» и «Môj Bože») и для чемпионата мира по футболу в 2010 году — «Slovensko na nohy».
Певица сотрудничала с лейблами Škvrna records, в 1998 с Sony Music Bonton и с 2005 года — Universal Music.

## Дискография

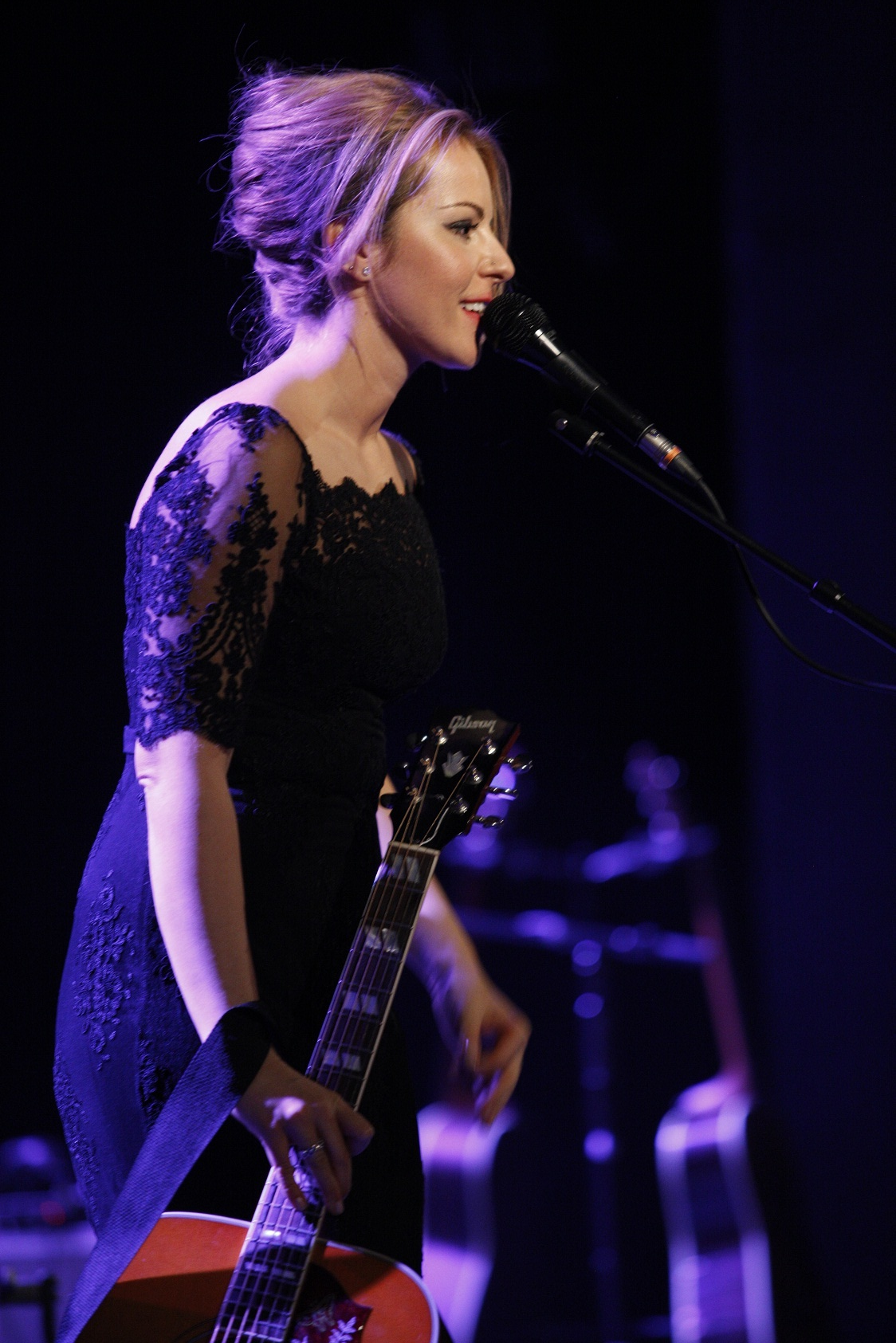
Кнехтова в 2013 году

### с группой IMT Smile
- 1997: «Klik Klak»

### с группой Peha
- 1999: «Niečo sa chystá»
- 2001: «Krajinou»
- 2003: «Experiment»
- 2005: «Deň medzi nedeľou a pondelkom»
- 2006: «Best of Peha»

### сольные альбомы
- 2008: «Зодиак» — платиновый
- 2012: «Tajomstvá»
- 2015: «Prežijú len milenci»